# Tetrablemma okei
Espèce
Tetrablemma okei est une espèce d'araignées aranéomorphes de la famille des Tetrablemmidae.

## Distribution
Cette espèce est endémique du Victoria en Australie.

## Publication originale
- Butler, 1932 : « Studies in Australian spiders. No. 2 ». Proceedings of the Royal Society of Victoria, vol. 44, p. 103-117.